# Иго од Сент Омера
Иго од Сент Омера (умро 1106) био је кнез Галилеје од 1101. године до своје смрти.

## Биографија
Иго је један од учесника Првог крсташког похода. У Свету земљу је пошао у склопу армије Балдуина I. Након оснивања грофовије Едесе, Иго одлази у Јерусалим. Када је Боемунд Тарентски заробљен у бици код Мелитене 1100. године, место кнеза Антиохије остаје упражњено. Танкред Галилејски одлази у Антиохију да влада као регент, а Иго постаје кнез Галилеје којом је Танкред до тада владао. Иго је заробљен током једног од похода на турске територије. Наследио га је Гервис од Базоша.